# Василий Кадомский
Василий Петрович Кадомский (блаженный Василий Рязанский (Кадомский), 1776, д. Шахманово Московской (позже Рязанской) губ. — 2 (15) мая 1848, Рязань) — православный святой, юродивый. Прославлен в лике местночтимых рязанских святых в 1997 году.

## Ранние годы
Первое упоминание о Василии Петровиче Кадомском содержится в журнале «Странник» 1865 года, в котором была опубликована статья священника Петра Внукова, знавшего блаженного много лет. Согласно его воспоминаниям, вошедшим впоследствии в Русский биографический словарь, изд. 1897 года, под наблюдением А. А. Половцева, Василий Кадомский родился в 1776 году в деревне Шахманово Рязанского уезда в дворянской семье. Мать, Евдокия Михайловна (в девичестве Леонова, дочь отставного капитана), рано умерла, оставив помимо Василия ещё двух младших сыновей: Алексея, Иоанна и дочь Александру. Отец, Пётр Алексеевич Кадомский, владел домом, землей и тремя десятками крестьянских душ, в последние годы службы исполнял обязанности городового секретаря. После смерти супруги он продал часть имения и из-под Рязани вместе с детьми переехал в город.
Под руководством отца Василий получил домашнее образование. С юности любил посещать монашеские обители, мечтал о подвиге иноческом, однако, его дальнейшая судьба была связана с воинской службой. Известно, что с 14 марта 1791 г. Василий Кадомский состоял в чине унтер-офицера в Ревельском полку. 19 июня 1801 года он подаёт прошение Рязанскому архиепископу Симону (Лагову) о включении в число насельников (на собственном обеспечении) Ольгова мужского монастыря, но, не имея средств для собственного содержания, вскоре покинул его. В апреле 1802 года подал прошение о зачислении трудником в Радовицкий монастырь. Каким было решение не известно, но через два года Василий вступает в ополчение, формировавшейся для войны с наполеоновской Францией, служит в чине юнкера, в боевых действиях участия не принимал. Подразделение Василия было расквартированно в Киеве, что дало возможность молодому офицеру посещать Киево-Печерскую лавру, где он принял решение оставить военную службу и посвятить себя Богу.

## Юродство
Вернувшись в Рязань, Василий принял подвиг юродства, странствовал по обителям и храмам. Круглый год он носил халат поверх длинной холщёвой рубахи, при этом называл себя человеком военным, соблюдал опрятный внешний вид, подстригал волосы и бороду, объясняя это необходимостью соблюдения воинской дисциплины. Мало ел, в среду и пятницу не вкушал ничего, спал не более 2-х часов в сутки, ночь проводил в молитве. Горожане охотно давали ему милостыню, зная, что он отдаст её сиротам и нуждающимся, за что получил прозвище «Божий казначей». Часто блаженный ходил в сопровождении детей, которых любил и они отвечали ему взаимностью: завидев его, дети бежали к Василию, затем смиренно, не спеша ходили рядом, называя «дедушкой Петровичем».
К людям обращался просто без чинов и званий: «Здорово, мата!» («мата» то есть мать, применял и к мужчинам и женщинам), а входя во двор, имел обычай петь: «Господи, помилуй!». В храме непременно ходил среди народа, зажигал и тушил свечи, пел на клиросе, после службы входил в алтарь за благословением. «Что-то народу мало…» — приговаривал блаженный, когда храм был полон.
По свидетельству многих рязанцев, Василий был наделён даром прозорливости, обычно выражая его иносказательно и аллегорически, реже — прямо. Например, однажды, Василий Петрович зашёл к одной благородной даме, племянница которой выходила замуж. Жених и невеста подали гостю два яблока, он же одно скушал, а другое выбросил вон. Смысл произошедшего стал ясен через два дня: молодые расстались.
С течением времени о Василии Петровиче Кадомском узнала вся Рязань. Он был желанным гостем в домах дворян и духовенства, купцов и простого народа, всем оказывая помощь и нигде не получал отказа. Предвидя близкую кончину, блаженный попросил, чтобы его отправили в дом купца Фрола Сергеевича Батракова, где исповедался, причастился и 2 мая (15 мая по н.с.) 1848 года в 3 часа утра мирно представился. Тело подвижника было предано земле рядом с кладбищенской церковью святого праведного Лазаря.

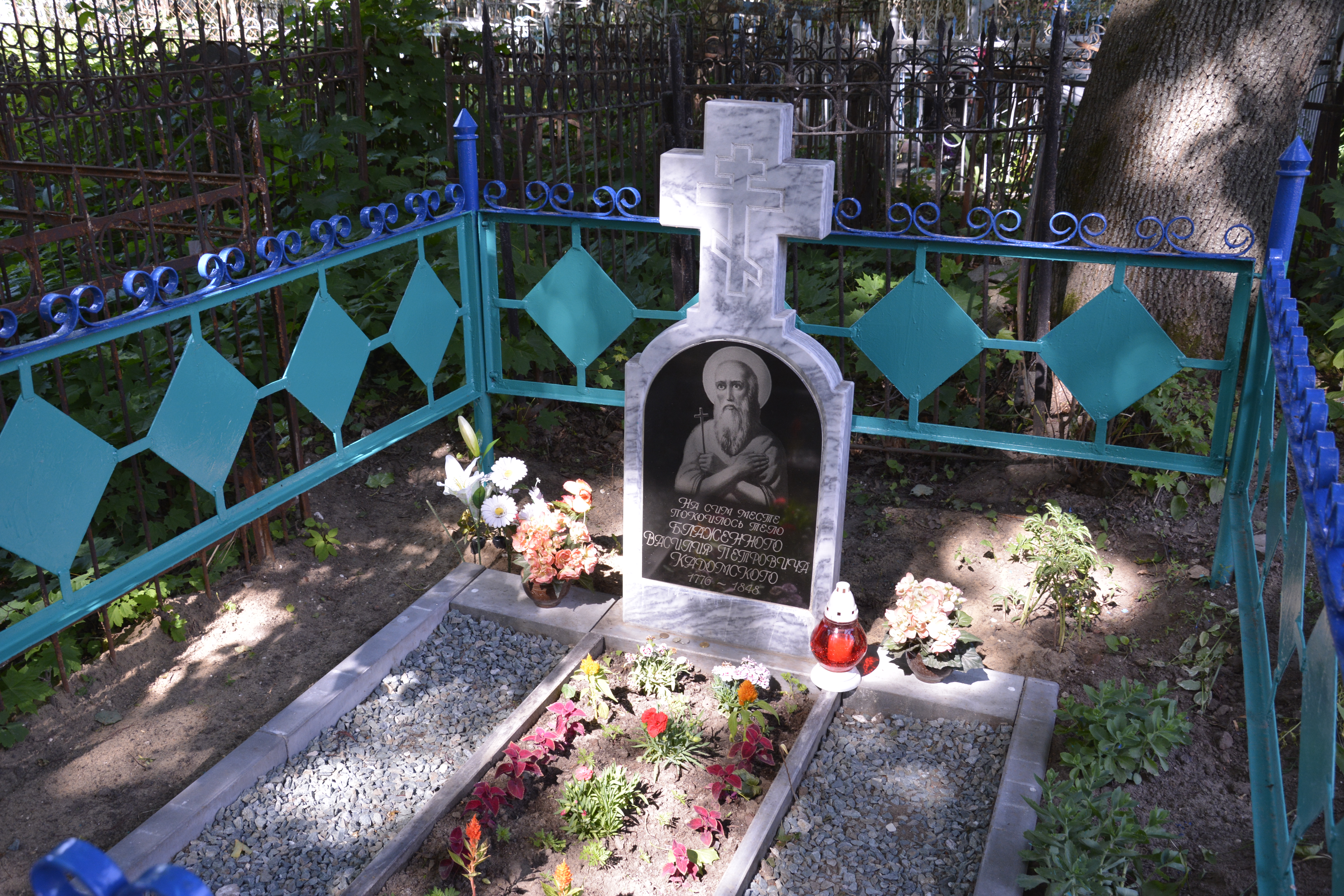
Место первоначального погребения блж. Василия на Лазаревском кладбище г. Рязани

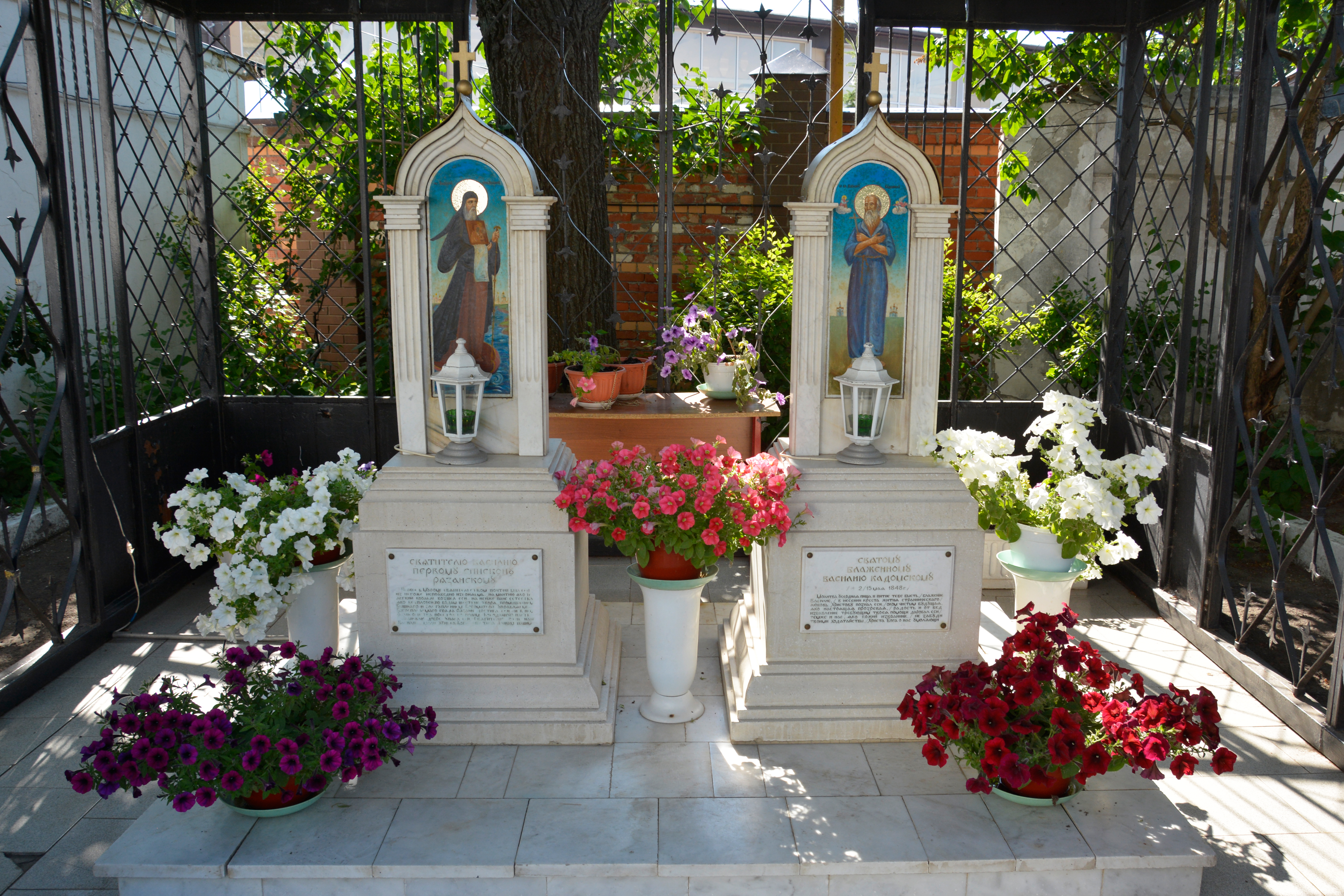
Памятники свт. Василию Рязанскому и блж. Василию Кадомскому на территории Борисо-Глебского собора г. Рязани

## Почитание
Почитание Василия Петровича Кадомского, как угодника Божьего, началось ещё при его земной жизни. Впоследствии, могила святого стала местом многочисленного паломничества, по молитвам к Василию Кадомскому совершались чудеса. Академик И. П. Павлов, приезжая в Рязань, посещал Лазаревское кладбище, где были похоронены его родители, при этом обязательно заходил к блаженному Василию. Известно, что память блаженного особо чтил будущий священномученик Ювеналий, и всякий раз по окончании службы в Лазаревском храме совершал панихиду на его могиле. Этой традиции следовали и другие рязанские архиереи.
6 июля 1996 года останки Василия Кадомского были перезахоронены на территории Борисо-Глебского кафедрального собора рядом с местом первоначального упокоения свт. Василия Рязанского (впоследствии на этом месте над кованной сенью были установлены памятники двум святым). В июле 1997 года Василий Кадомский был канонизирован и причислен к Собору местночтимых рязанских святых. Мощи блаженного перенесли в Борисо-Глебский собор, в июне 2001 года — в восстановленный Лазаревский храм (где находятся до ныне), в том же году написан акафист святому. Частицы мощей святого также хранятся в Казанском женском монастыре г. Рязани и в Боголюбском приделе Борисо-Глебского собора.
Память блаженного совершается 2 (15 мая по новому стилю) — в день его представления; 10 (23 июня по новому стилю) — Собор Рязанских святых; 13 (26 июня по новому стилю) — в день обретения святых мощей; 23 июня (6 июля по новому стилю) — в день перенесения мощей блаженного в Борисо-Глебский собор.
Тропарь, глас 4-й:

Молитва усердная пища и питие бысть, Блаженне Василие, в несении креста жития страническаго любовь Христову познал еси. Оком чистым будущая яко настоящая прозревая, радость и от бед избавление требующим твоея помощи даровал еси. Темже и нас, яко Божий избранник, не забуди твоими ходатайствы Христа Бога о нас умоляющи.